# Hana (kniha)

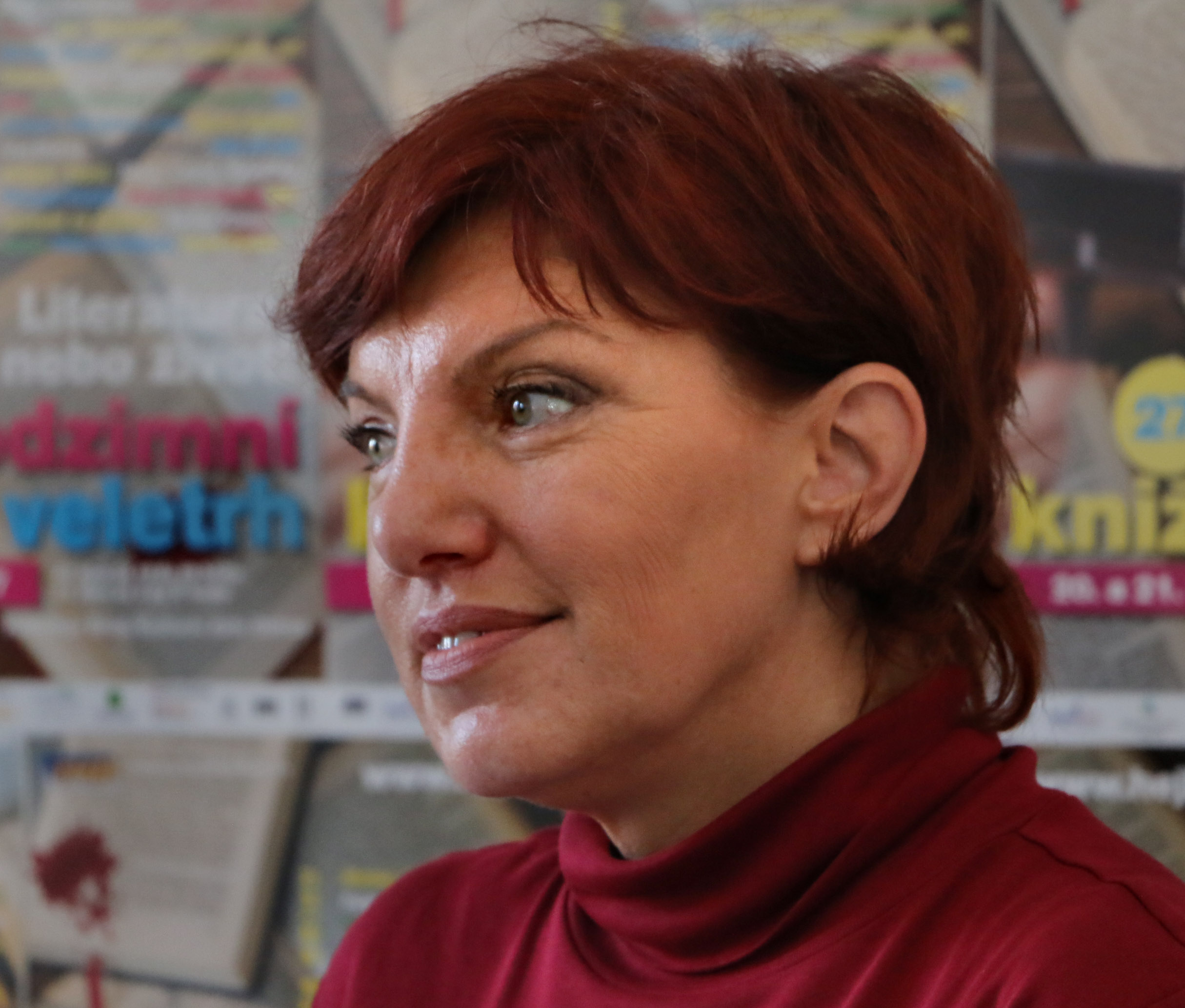
Alena Mornštajnová, autorka knihy Hana

Hana je třetí román české spisovatelky Aleny Mornštajnové. V prvním vydání vyšel v roce 2017 v nakladatelství Host. Za první 4 roky se knihy v Česku prodalo 190 000 kusů. Byla přeložena do jednadvaceti jazyků a získala několik ocenění.
V červnu 2019 uvedlo divadelní adaptaci románu v české premiéře Národní divadlo Brno, titul dále nastudovaly Klicperovo divadlo a Divadlo na Vinohradech.

## Děj
První část vypráví devítiletá, svéhlavá dívka Mira. Zavede čtenáře do svého dětství ve Valašském Meziříčí, konkrétně do roku 1954, kdy ji tyfová epidemie náhle připraví o celou rodinu. Ze dne na den se ocitne v péči své nemluvné, depresivní tety Hany. I když je Hana ještě mladá, má zdravotní problémy a potíže komunikovat s lidmi. Život s ní není jednoduchý. Mira má sice střechu nad hlavou a má co jíst, ale citů od tety Hany se nikdy nedočkala.
V druhé části se autorčino vyprávění vrací v čase do meziválečného období a do doby druhé světové války, tedy do období dospívání naivně zamilované Hany a její tiché, stále nemocné sestry Rosy. Přibližuje nelehký život Židů, politickou situaci té doby a možnosti emigrace. V okamžiku, kdy začnou platit protižidovské zákony, se změní celý jejich život. Najednou musí chodit nakupovat jen v určité hodiny, nesmějí vlastnit obchod jako dosud, navíc musí být potupně označeni žlutou hvězdou.
V třetí části se změní vypravěč, stává se jím sama Hana. Popisuje hrůzy ghetta Terezín, kam byla transportována se svou rodinou. Jen mladší sestru Rosu matka před transportem schovala ke známým. V Terezíně zůstala pouze Hana, zbytek rodiny pokračoval dále do Osvětimi. Nikoho z nich už Hana nikdy neviděla. I přes nelidské zacházení, prodělaný tyfus a ostatní strasti se Hana vrátila z koncentračního tábora domů. Teprve v této části čtenář pochopí, co bylo příčinou jejího podivínského života.

## Divadelní adaptace
- 2019 Hana, Národní divadlo Brno (Mahenovo divadlo), dramatizace: Martin Glaser, režie: Martin Glaser, v hlavních rolích: Eva Novotná a Elena Trčková
- 2021 Hana, Klicperovo divadlo, dramatizace: Diana Šoltýsová, režie: Diana Šoltýsová, v hlavních rolích: Lucie Andělová a Anna Kratochvílová
- 2025 Hana, Divadlo na Vinohradech, dramatizace: Jiří Janků, režie: Petr Svojtka, v hlavních rolích: Andrea Elsnerová a Tereza Císařová